# Ignasi Cristià i Garcia
Ignasi Cristià i Garcia (Cambrils, 1969) es un dramaturgo, escenógrafo y tenor lírico español consagrado al mundo de la museografía, de los audiovisuales y del teatro. Ha diseñado todo tipo de espacios desde museos y exposiciones temporales hasta espacios corporativos y escenografías teatrales y operísticas. Su trabajo en el ámbito de la museografía está impregnado de su experiencia en el mundo del teatro y de la música.

## Biografía
Nacido en Cambrils en 1969, está emparentado con Joan Cristià i Vial, Josep Martí i Cristià, Amadeu Cristià i Rotches o Amadeu Cristià Fernàndez, músicos y compositores que protagonizaron la escena musical catalana de finales del siglo XIX y principios del XX.  Como ellos, Ignasi Cristià también se dedicará al mundo de la escena, aunque desde diversas facetas, como dramaturgo, escenógrafo y intérprete musical.
Se traslada a la ciudad de Barcelona en 1987 para estudiar arte dramático con especialidad en escenografía (1990) y en dramaturgia (1993) en el Instituto del Teatro, y para formarse como tenor lírico con el tenor Eduard Giménez i Gràcia en el Conservatorio Profesional de Música del Liceo de Barcelona. También fue alumno de Montserrat Comadira, Carles Caralt y Fernando Bañó.
En el ámbito musical ha interpretado obras como solista y como corista en diversas salas de conciertos y teatros de ópera.En este sentido, fue miembro de la compañía Palcoscenico d’Opera Lirico-Spinto (POLS), con la que interpretó diversos roles operísticos, como los llevados a cabo en la Sala Luz de Gas, con el espectáculo "Nits d’Òpera",o en el Versus Teatre con la producción Trouble in Tahiti, de Leonard Bernstein.Así mismo, cantó como refuerzo del coro del Gran Teatro del Liceo, la temporada 1992/1993, para las óperas Lohengrin de Richard Wagner y La condenación de Fausto de Hector Berlioz y como tenor en la "Capella de Santa Maria del Pi" en la Iglesia de Santa María del Pino dirigida por Manuel Cabero. Una de las últimas interpretaciones musicales de Ignasi Cristià fue en Schopfheim, el año 2018, como solista invitado del Gesangverein Fahrnau, coro dirigido por Krastin Nastev.
Comienza su trayectoria como escenógrafo y diseñador de vestuario colaborando con profesionales como Santiago Pericot, Ramón Ivars, Joaquim Roy y Marcelo Grande. Su primera obra en el campo de la escenografía fue el vestuario de La fille mal gardée, ballet de Ferdinand Hérold y John Lanchbery representado en la Ópera de Breslavia de Polonia en 1991. En los años siguientes diseñó escenografías para La flauta mágica de Mozart, Amores Difíciles en el Festival Internacional de Teatro de Manizales, y para el concierto El cor del temps de María del Mar Bonet en el Palau Sant Jordi de Barcelona. En 1997 se encarga de la escenografía de Romy and July, una versión del ballet Romeo y Julieta con música del compositor ruso Serguéi Prokófiev, y dirigida por el coreógrafo Ramón Oller. Esta obra obtuvo el Premio Ciudad de Barcelona en la categoría de Artes Escénicas.
En el año 2000 crea su propia empresa, dedicada a proyectos de museografía, escenografía, diseño, arquitectura, interiorismo y producciones audiovisuales. Ya desde 1998, cuando comenzó a trabajar en la empresa Konik Audiovisuals, Cristià empezó a aplicar su formación y experiencia en el ámbito de las artes escénicas al diseño de exposiciones temporales y museos. Siempre desde la perspectiva del espectador, aborda la creación de espacios como el relato de una historia de carácter inmersivo, utilizando recursos teatrales como las perspectivas, la iluminación, los reflejos y las ilusiones visuales. Algunos de sus primeros proyectos como diseñador de museografías fueron el Museo de la Paz de Guernica (2003), El Museo Vivanco de la Cultura del Vino (2004), el Museo del Mar (2004) y las exposiciones temporales Cátaros y trovadores, Occitania y Cataluña: renaixença i futuro (2003), Viaje al mundo de las sombras y Héroes y dioses (2006) y El imperio olvidado. El mundo de la antigua Persia (2006). A lo largo de su trayectoria ha colaborado con instituciones, museos y entidades como el Museo Británico, el Museo de Victoria y Alberto, la Fundación La Caixa, el Museo Nacional de Arte de Cataluña, el Museo del Louvre, el Museo del Prado o el Museo Arqueológico Nacional. Algunos de sus últimos proyectos han sido el proyecto museográfico del Pabellón de Sant Salvador (2017), dedicado a la obra del arquitecto catalán Lluís Domènech i Montaner en el Hospital de la Santa Cruz y San Pablo; la exposición Gaudí y la Sagrada Familia (2017); la visita dramatizada de la Cárcel Modelo de Barcelona (2017), o el proyecto para el Museo Casteller de Cataluña.

## Proyectos destacados
- Gaudí y la Sagrada Familia. Experiencia interior (2017)
- La Modelo nos habla. 113 años, 13 historias (2017)
- Pabellón de Sant Salvador en el Recinto Modernista del Hospital de Sant Pau (2017)
- Museo Casteller de Cataluña (2017)
- Los pilares de Europa. La Edad Media en el British Museum (2017)
- Belén Napolitano del Museo Nacional de Escultura (2016)[10]
- Empieza el espectáculo. Georges Méliès y el cine de 1900 (2015)
- Animales y faraones. El reino animal en el Antiguo Egipto (2015)
- Renovación de las Salas de Arte Moderno del Museo Nacional de Arte de Cataluña (2014)
- 300 onces de septiembre. El espacio de la persistencia de la memoria (2014)
- Historias de tocador. Cosmética y belleza en la antigüedad (2012)[11]
- Pompeia, catàstrofe sota el Vesuvi (2012)
- Un air d'Italie. La présence italienne en Isère (Un aire de Italia. La presencia italiana en Isère) (2011)
- Romanorum vita. Otra historia de Roma (2011)
- Spoilés! "L'aryanisation" économique en France, 1940-1944 (¡Espoliados! La "arianización" económica en Francia, 1940-1944) (2010) Musée de la Résistance et de la Déportation de Isère
- Museo Grífols. Historia de una compañía (2008)
- Por bruja y envenenadora. La caza de brujas en Cataluña (2007)
- El imperio olvidado. El mundo de la antigua Persia (2006)
- Cátaros y trovadores. Occitania y Cataluña: renaixença y futuro (2003)
- Romy and July, barbacoa pasional (1996)
- La fille mal gardée (La hija mal guardada) (1991)

## Premios
- Medalla de honor y gratitud de la Illa de Mallorca, categoría de oro por el Espacio museográfico Antoni Maria Alcover (2015)[12]
- Premio de la Asociación de Críticos de Arte de Cataluña (ACCA) por la renovación de las Salas de Arte Moderno del Museo Nacional de Arte de Cataluña (2014)[13][14]
- Premio Auriga a la mejor exposición del mundo antiguo por Historias de tocador (2013)[15][16]
- Prix de la memoire B'Nai B'Rith por Spoilés! "L'aryanisation" économique en France, 1940-1944 (¡Espoliados! La "arianización" económica en Francia, 1940-1944) (2010)
- Premio internacional Best of Wine Tourism otorgado por la red mundial The Great Wine Capital Network en la categoría de Arte y Cultura de España por el Museo de la cultura del vino Dinastía Vivanco (2010).[17]
- Finalista en el Premio del museo europeo del año impulsado por el European Museum Forum y el Consejo de Europa por el Museo Vivanco de la cultura del vino (2007).[18]
- Premio Ciudad de Barcelona de las Artes Escénicas por Romy and July (1998)